# 미스터 원더풀
《미스터 원더풀》(영어: Mr. Wonderful)은 미국에서 제작된 앤서니 밍겔라 감독의 1993년 로맨틱 코미디 영화이다. 맷 딜런, 애너벨라 쇼라 등이 출연하였다.

## 출연진
- 맷 딜런
- 애너벨라 쇼라
- 메리루이즈 파커
- 윌리엄 허트
- 빈센트 도노프리오
- 댄 허데이야
- 브루스 커비
- 루이스 구스만
- 데이비드 배리 그레이
- 애덤 러페브러
- 조애나 멀린
- 피터 애플
- 폴 베이츠
- 브룩 스미스
- 브루스 올트먼
- 제임스 갠돌피니
- 존 로스먼
- 제시카 하퍼

## 기타 제작진
- 미술: 더그 크레이너
- 의상: 존 던